# شالوم شفارتز
شالوم شفارتز (بالعبرية: שלום שוורץ‏) هو لاعب كرة قدم إسرائيلي []، ولد في 8 مارس 1951 في الخضيرة في إسرائيل، وتوفي في 16 أكتوبر 2014. شارك مع منتخب إسرائيل تحت 19 سنة لكرة القدم ومنتخب إسرائيل لكرة القدم. أما مع النوادي، فقد لعب مع هبوعيل حيفا.

## وصلات خارجية
- شالوم شفارتز على موقع قاعدة بيانات كرة القدم.إي يو (الإنجليزية)
- شالوم شفارتز على موقع ناشيونال فوتبول تيمز (الإنجليزية)